# Bob Gregg
Robert Eugene "Bob" Gregg (Minneapolis, Minnesota, 8 maart 1920 - Vancouver, Washington, 17 oktober 2002) was een Amerikaans autocoureur. In 1950 schreef hij zich in voor de Indianapolis 500, maar wist zich niet te kwalificeren. Deze race was ook onderdeel van het Formule 1-kampioenschap. Tussen 1950 en 1970 startte hij ook driemaal in een USAC Championship Car-race, waarin zijn beste resultaat een elfde plaats was tijdens de Dan Gurney 200 op de Pacific Raceways in 1969.